# Grobnice (gmina Prijepolje)
Grobnice (cyr. Гробнице) – wieś w Serbii, w okręgu zlatiborskim, w gminie Prijepolje. W 2011 roku liczyła 232 mieszkańców.